# Gilberte Brossolette
Pour les articles homonymes, voir Brossolette et Bruel.
Gilberte Brossolette, née Bruel le 27 décembre 1905 à Paris et morte le 18 février 2004 à Fontainebleau, est une journaliste et femme politique socialiste française. Épouse de Pierre Brossolette (1903-1944), elle participe avec lui à la Résistance française pendant l'Occupation allemande. Conseillère de la République (sénatrice) socialiste du département de la Seine de décembre 1946 au 8 juin 1958, elle est la première femme à être vice-président du Conseil de la République de 1946 à 1954.

## Biographie
Gilberte Bruel fait ses études secondaires à l'Institut Sainte-Clotilde, où elle obtient le baccalauréat, puis à la Sorbonne. Elle épouse en 1926 Pierre Brossolette, normalien et agrégé d'histoire. Diplômée de la Sorbonne, elle commence une carrière dans le journalisme. Elle est militante socialiste.
Lorsque la guerre éclate, elle organise avec son mari à leur domicile, dès l'automne 1940, des réunions secrètes pour mettre en place la Résistance à Paris, et effectue des envois de courrier clandestin. Empêchés d'exercer leur métier pour leur engagement politique à gauche, les époux Brossolette ouvrent une librairie-papeterie russe au 89 rue de la Pompe dans le 16e arrondissement de Paris, qui sert de lieu de rencontre et de « boîte aux lettres » pour la Résistance dans laquelle ils s'engagent pendant la Seconde Guerre mondiale.
Elle transmet des informations entre Londres et Paris et exerce avec son mari une action très efficace en faveur de la France libre. À la suite de deux perquisitions successives effectuées par les autorités françaises et allemandes à son domicile en mai 1942 qui l'obligèrent à chercher son fils dans l'enceinte même de la Gestapo, elle décide de gagner Londres en juillet 1942. Pierre Brossolette lui fait franchir la ligne de démarcation en juillet 1942, puis elle navigue vers Gibraltar en felouque et parvient à Londres en cargo, avec ses deux enfants Anne et Claude. Elle y assure la liaison entre le Commissariat à l'Intérieur de la France libre et la BBC, ainsi que l'accueil et l'évaluation de français engagés dans France Libre. Son activité durant cette période lui vaudra la Légion d'honneur et la médaille de la Résistance.
Lors de son retour à Paris, en 1944, elle est chargée de la direction des émissions féminines à la Radiodiffusion française, puis devient rédacteur en chef adjoint. Elle siège également à l'Assemblée consultative provisoire, de novembre 1944 à octobre 1945 ; elle appartient alors aux Commissions de la jeunesse et des sports, de l'intérieur, et du travail et des affaires sociales.
Par la suite, elle est élue député à la Constituante sous l'étiquette de la SFIO (scrutin à la proportionnelle, elle est élue en deuxième position à la plus forte moyenne). Elle siège alors aux Commissions de la famille, et de la presse, et intervient dans la discussion sur l'extension aux élections législatives prévues pour 1946 des inéligibilités retenues en 1945 pour l'élection aux Constituantes. Elle demande alors sans succès que les porteurs de la Francisque soient inéligibles.
Après l'adoption de la Constitution de la IVe République, elle est nommée au Conseil de la République (nom du Sénat) en décembre 1946 par l'Assemblée nationale pour représenter le groupe socialiste puis, tête de liste SFIO pour le département de la Seine, elle est élue sénatrice en novembre 1948 et réélue en mai 1952. De 1946 à 1954, elle est vice-président du Conseil de la République et aura été la première femme à présider une séance de la chambre haute,,,,,,,,,,,.
Membre du groupe de la SFIO, elle siège aux Commissions des affaires étrangères, et de la presse. Ses interventions publiques portent pour l'essentiel sur les affaires étrangères : traité de paix avec l'Italie, accords franco-polonais du 19 mars 1948, statut du Conseil de l'Europe, politique étrangère de la France, communauté européenne du charbon et de l'acier. Elle intervient également sur les budgets de la radiodiffusion télévision française pour 1955 et 1956, ainsi que sur l'hébergement en France des réfugiés hongrois (décembre 1956), la protection des enfants contre l'alcoolisme, et les travailleuses familiales. Gilberte Brossolette avait été nommée, de juillet à décembre 1952, membre suppléante à l'Assemblée consultative du Conseil de l'Europe.
Elle est élue conseillère de Montrouge lors des élections municipales de 1953. Lors de la préparation des listes pour les élections sénatoriales de juin 1958, les deux sénateurs sortants du département de la Seine étant placés par la SFIO à un rang difficilement éligible, Henri Barré et elle décident de ne pas se représenter.
Les 2 et 3 juin 1958, elle vote contre les pleins pouvoirs à de Gaulle et contre la révision constitutionnelle.
Après avoir quitté le Sénat, elle reprend son activité de journaliste à la radio et tient une chronique de politique étrangère. Elle adhère au Parti socialiste autonome, puis au Parti socialiste unifié.
Elle meurt le 18 février 2004 à l'âge de 98 ans.

## Décorations
- Chevalière de la Légion d'honneur
- Médaille de la Résistance française avec rosette (décret du 25 avril 1946)[16]

## Hommages
- Promenade Gilberte-Brossolette, dans le 17e arrondissement de Paris[17],[18]

## Prix littéraires
- Prix Fémina-Vacaresco (1976)
- Prix Jeanne Bogassy de la Société des gens de lettres (1976)
- Prix de la Résistance (1977)

## Pour approfondir